# Into
Into е музикален албум на финландската рок група The Rasmus, издаден през 2001. Той достига върха на класациите във Финландия, както и извън нея.
С него групата се разделя със старото си име Rasmus, както и с дотогавашния си барабанист Яне Хейсканен, и поема ново направление в музиката. Неопитни пънкари, през 2002 момчетата вземат убедително поредица от награди EMMA (най-голямата финландска музикална награда) – за най-добра група, най-добър албум, най-добър поп/рок албум, най-добра песен (F-F-F-Falling). „Ентусиазъм“, името на албума в превод, е дебютен на барабаниста Аки Хакала, издава се и в други европейски страни, освен скандинавските, става златен във Финландия. Излиза и второ издание, което се появява на пазара през 2002, и включва допълнителни парчета, присъстващи в синглите.

## Песни
1. Madness
2. Bullet
3. Chill
4. F-f-f-falling
5. Heartbreaker
6. Smash
7. Someone Else
8. Small Town
9. One & Only
10. Last Waltz

## Допълнителни песни
- Days
- Can't Stop Me
- Play Dead
- Used To Feel Before

## Сингли
- F-F-F-Falling (2001)
- Chill (2001)
- Madness (2001)
- Heartbreaker / Days (2002)